# Star Trek (текстовая игра)
Star Trek — классическая компьютерная игра, основанная на телесериале «Звёздный путь» на языке BASIC с текстовым интерфейсом пользователя. Считается, что первоначальная версия игры была создана Майком Мейфилдом (англ. Mike Mayfield) в 1971 году, вначале для мини-компьютеров Sigma 7, а затем была перенесена на диалект HP BASIC для мини-компьютеров фирмы Hewlett-Packard. Исходная игра Star Trek породила множество портов и вариантов.
Структура игрового мира стала основой и прародительницей многочисленных видеоигр 1980-х, посвященных исследованию космоса, среди которых наиболее заметно выделяется и сама по себе сильно клонированая игра Star Raiders фирмы Atari.

## Игровой процесс
Игрок выступает в роли командира звездолёта USS Enterprise и должен ликвидировать клингонскую угрозу демократии в галактике. Исходная игра происходила в галактике, разбитой на сетку 8 на 8 ячеек. Вся галактика содержит 64 квадранта, а каждый квадрант, в свою очередь, содержит 64 сектора. Звездолёт может перемещаться как между секторами, так и между целыми квадрантами с помощью текстовых команд. У корабля есть ограниченное число единиц энергии, которая используется для передвижения, питания защитных экранов и стрельбы фазерами. Цель игры состоит в том, чтобы уничтожить все корабли клингонов в галактике и при этом не дать им разрушить Enterprise.
В игре существовало 2 типа корабля: Enterprise (символ «E» на экране) — на начальных и средних по сложности уровнях игры и Dreadnought (символ «D») — на сложном. Основное отличие Дредноута было в том, что он мог стрелять одновременно 12-ю фотонными торпедами (полным боезапасом). Энтерпрайз мог стрелять максимум тремя торпедами за залп.
Врагами были Клингоны («К») — для поражения требовалась 1 торпеда или несколько сотен единиц энергии фазера, Коммандеры («С») — три торпеды или 700—1000 единиц энергии и Супер-коммандеры («S») — четыре торпеды или 1500—2000 единиц энергии. Также в игре встречали Ромулане («R») — странные существа, то ли дружественные, то ли нет, и объект «T», «блокировавший» грань сектора — через заблокированную грань (граница «восьмерки» сектора) отмечалась символами «*» невозможно было пролететь.
Супер-коммандер мог уничтожать базы, где Энтерпрайз и Дредноут могли пополнить запасы энергии, поэтому их ликвидация была важной частью игры. Супер-коммандеры встречались только на сложных уровнях.
Взрыв звезды уничтожал (повреждал) врагов, находящихся в соседних клетках. В случае множественного взрыва звезд существовал риск возникновения Сверхновой звезды в секторе и существенного повреждения корабля. При достаточном уровне энергии корабль «телепортировался» в другой сектор, при малом — погибал. Также в игре существовала возможность быть «спасенным» базой — телепортация к базе для возобновления запасов энергии и боеприпасов.
В случае победы на самом сложном уровне игра печатала сертификат победителя, где символами псевдографики рисовался силуэт корабля.
Основным оружием Enterprise являются фазеры, которые могут стрелять в любое место квадранта, но расходуют энергию. Корабль также содержит определенное число фотонных торпед, которые наносят больший урон, чем фазеры, но могут блокироваться препятствиями, такими как звёзды. Наконец, в арсенал корабля входят экспериментальные лучи смерти, которые необычайно разрушительны для вражеских кораблей, но нестабильны и также могут разрушить сам Enterprise. Нужно внимательно следить за энергетическим уровнем корабля, чтобы постоянно быть готовым к непредусмотренным событиям, как, например, случайным атакам ромуланских звездолётов.
Enterprise имеет дальние и ближние сенсоры. Дальние сенсоры показывают область пространства, непосредственно окружающего текущий квадрант, включая любые вражеские корабли и базы Звездного Флота. Ближние сенсоры показывают детальную карту того квадранта, в котором находится звездолёт, но не могут показать какую-либо информацию о неизвестных (еще не посещённых) квадрантах.
Звездолёту Enterprise нужно избегать звёзд, так как они не содержат полезных ресурсов и являются просто помехами для путешественника по галактике и внутри галактических квадрантов. Команда Enterprise может высаживаться на планеты и исследовать их. Базы звёздного флота — это «дорога жизни» для Enterprise. Если корабль поврежден или исчерпал запасы энергии, на них можно отремонтироваться и заправиться. Чтобы найти базу, нужно подавать сигналы из коммуникационного центра корабля.

## Платформы и языки программирования
Список известных портов игры на различные языки программирования и аппаратные платформы:
Версии на языке BASIC
- Commodore BASIC 2.0
- DEC BASIC
- DEC BASIC-PLUS
- OS-8 BASIC — (PDP-8)
- RSTS/e BASIC (DEC)
- Altair BASIC
- Palo Alto Tiny BASIC
- Intellec MDS
- CDC 6000 (mainframe)
- PR1ME BASIC/VM
- BASIC-80 CP/M (Microsoft BASIC)
- INTEGER BASIC (Apple II)
- MS-DOS GW-BASIC
- Tandy Color Computer Color BASIC
- BBC BASIC
- AcornSoft (BBC Micro)
- Exidy Sorcerer BASIC
- HP 2000 BASIC
- TRS-80 Level II BASIC
- Бейсик МИКРОН (Радио-86РК)

Версии на других языках
- Версия на языке программирования Си (Unix)
- DEC FORTRAN-IV
- CDC FORTRAN
- VAX/VMS Pascal
- Кобол

## Прочие варианты
EGA Trek — это условно бесплатная, пошаговая военная игра, проходящая во вселенной звёздного пути. EGA Trek — это графическая версия первоначальной текстовой игры Star Trek. Первые версии игры использовали традиционные термины Звёздного пути — например, «фазер» и «Клинг», — но впоследствии были изменены, предположительно, чтобы избежать проблем с использованием зарегистрированной торговой марки.